# Zaspy Małe
Zaspy Małe (deutsch Klein Satspe) ist ein Dorf in der Woiwodschaft Westpommern in Polen. Das Dorf gehört zur Gmina Białogard (Gemeinde Belgard) im Powiat Białogardzki (Belgarder Kreis). 
Zaspy Małe liegt 13 Kilometer östlich der Kreisstadt Białogard an einer Nebenstraßenverbindung über Buczek (Butzke) zur Woiwodschaftsstraße 167 Koszalin (Köslin) - Ogartowo (Jagertow).
Die Landgemeinde Klein Satspe gehörte zum Kreis Fürstenthum und kam bei dessen Aufteilung 1872 zum neugebildeten Kreis Bublitz. Bei der Auflösung des Kreises Bublitz kam Klein Satspe 1932 zum Kreis Belgard. In der Gemeinde bestanden neben Klein Satspe die benannten Wohnplätze Eisenhammer, Polchen und Ölmühle.
Im Jahre 1939 hatte das Dorf 167 Einwohner in 43 Haushaltungen. Die meisten Menschen arbeiteten in der Forst- und Landwirtschaft. 
Kirchlich gehörte der Ort bis 1945 zum Kirchspiel Seeger (heute polnisch: Zegrze Pomorskie) im Kirchenkreis Köslin der Kirchenprovinz Pommern der evangelischen Kirche der Altpreußischen Union. Heute liegt Zaspy Małe im Bereich der Parafia Koszalin (Diözese Pommern-Großpolen) der Evangelisch-Augsburgischen Kirche in Polen.